# Christian McBride
Christian McBride est un bassiste, contrebassiste, compositeur et chef de big band de jazz américain né le 31 mai 1972 à Philadelphie, dans l’État de Pennsylvanie. Il est considéré par la critique comme l'un des meilleurs contrebassistes de sa génération au sein de la communauté jazz.

## Biographie

### Jeunesse et formation
Christian McBride est le fils du contrebassiste Lee Smith qui s'est fait connaître dans les années 1970 en jouant avec  The Delfonics, Billy Paul, Blue Magic (band), et Major Harris. Il a grandi dans un milieu musical, son grand oncle Howard Cooper a joué aux côtés de musiciens de l'avant garde du jazz comme Sunny Murray ou Byard Lancaster. Dès l'âge de huit ans, Christian se met à la basse électrique pour ensuite se mettre à la contrebasse acoustique. Il s'intéresse aux divers styles des contrebassistes des années 1940 et 1950. Il fait ses études secondaires à la Philadelphia High School for the Creative and Performing Arts et suit des cours de contrebasse classique auprès du contrebassiste Neil Courtney, membre de l'Orchestre de Philadelphie. Après ses études secondaires, Christian McBride est accepté à la prestigieuse Juilliard School de New York (1988-1989).

### Carrière
McBride a enregistré et joué avec un nombre impressionnant d'artistes jazz tels que Diana Krall, Joe Henderson, Freddie Hubbard, Herbie Hancock, Pat Metheny, Joshua Redman, Chris Botti, Roy Haynes, Chick Corea, Ray Brown, John Clayton, Kenny Kirkland ou Jane Monheit mais aussi pop, soul ou classique comme Kathleen Battle, Carly Simon, Sting, Queen Latifah ou James Brown. La critique le considère comme l'un des meilleurs contrebassistes de jazz comparable à Ray Brown et Charlie Mingus,,,,,,,,.
Depuis 2000, McBride a créé son propre groupe oscillant entre jazz acoustique, post be-bop, jazz fusion et funk et acclamé par la critique, The Christian McBride Big Band,. 
Il est aussi codirecteur artistique du National Jazz Museum in Harlem fondé en 1995
En 2008, on le retrouve sur Day Trip (album), disque du Pat Metheny Trio aux côtés de Pat Metheny et Antonio Sánchez.
De 1990 à 2007, alors qu'il n'a que 35 ans, Christian McBride compte déjà 240 enregistrements ou participations à des sessions comme sideman. Il fait partie de ces rares musiciens aussi doués à la contrebasse qu'à la basse électrique.
En 2016, il est le directeur artistique du Newport Jazz Festival,,.

## Récompenses
- 2022 : Grand Prix de l'Académie du jazz pour LongGone[20]

## Discographie (sélective)
| Titre              | Année | Label                |
| ------------------ | ----- | -------------------- |
| Gettin' To It      | 1995  | Verve                |
| Number Two Express | 1996  | Verve                |
| Family Affair      | 1998  | Verve                |
| Sci-Fi             | 2000  | Verve                |
| Vertical Vision    | 2003  | Warner Bros. Records |
| Live at Tonic      | 2006  | Ropeadope            |
| The Good Feeling   | 2011  | Mack Avenue Records  |
| Out here           | 2014  | Mack Avenue Records  |